# Leila (film)
Pour les articles homonymes, voir Leila.
Pour plus de détails, voir Fiche technique et Distribution.
Leila (persan : لیلا) est un film dramatique iranien de Dariush Mehrjui, sorti en 1996. 

## Synopsis
Leila et Reza forment un couple moderne iranien, et sont contents de leur mariage récent. Un jour, Leila apprend qu’elle ne pourra pas concevoir un enfant. La mère de Reza insiste sur le fait que son fils unique doit avoir un enfant. Malgré le consentement de Reza pour ne pas en avoir, sa mère lui suggère de se marier avec une autre femme. Il refuse catégoriquement cette idée. La mère le pousse inlassablement à le faire. Leila étouffe entre les deux mondes. Un moment, elle est transportée par la joie de passer un temps avec Reza et le moment d’après tiraillée par sa belle-mère obsédée. Ce qui s’ensuit est une histoire extraordinaire.

## Fiche technique
- Titre : Leila
- Réalisation : Dariush Mehrjui
- Scénario : Dariush Mehrjui et Mahnaz Ansarian
- Photographie : Mahmoud Kalari
- Montage : Mostafa Kherghehpoosh
- Musique : Kayvan Jahanshahi
- Production : Dariush Mehrjui
- Société de production : Farabi Cinema Foundation
- Pays d'origine : Iran
- Langue : Persan
- Format : Couleurs
- Genre : drame
- Durée : 102 minutes
- Date de sortie : 1996

## Distribution
- Leila Hatami
- Ali Mossafa
- Jamileh Sheikhi
- Mohammad Reza Sharifinia
- Turan Mehrzad
- Amir Pievar
- Shaghayegh Farahani